# Black Grape
Black Grape ist eine englische Rave-Rock-Band aus Manchester und die Nachfolgeband der Happy Mondays. Mitte der 1990er Jahre waren sie mit zwei Alben erfolgreich, darunter das Nummer-eins-Album It’s Great When You’re Straight … Yeah, das auch international Aufmerksamkeit bekam. Zwischen 1998 und 2015 war die Band nicht aktiv, 2017 kehrte sie mit einem weiteren Album zurück.

## Bandgeschichte
Nachdem die Happy Mondays 1993 auseinandergegangen waren, dauerte es nur wenige Wochen, bis Sänger Shaun Ryder eine neue Band gegründet hatte. Zu Black Grape gehörte neben dem Rapper Paul Leveridge alias Kermit und dem Gitarristen der Paris Angels Paul Wagstaff anfänglich auch Happy-Mondays-Schlagzeuger Mark Berry. Sie begannen mit Demoaufnahmen, es dauerte aber bis Ende 1994, bis die Besetzung für das Debütalbum zusammengestellt war. Als Bassist kam Danny Saber und als Keyboarder Stephen Lironi.
Nach der Fertigstellung unterschrieben sie bei Radioactive Records und veröffentlichten Anfang Juni die Single Reverend Black Grape, mit der sie sofort in die Top 10 der britischen Charts kamen. Die Vorabsingle In the Name of the Father kam Ende Juli ebenfalls unter die besten 10 und zwei Wochen später stieg das Album It’s Great When You’re Straight … Yeah auf Platz eins ein. Das Album wurde ein großer Erfolg, hielt sich fast ein Jahr in der Hitliste und erreichte Platinstatus. Es brachte ihnen bei den BRIT Awards 1996 auch eine Nominierung in der Newcomer-Kategorie.
Doch bereits kurz darauf begannen interne Probleme. Leveridge erkrankte schwer und musste auf der anschließenden Tour ersetzt werden. Berry überwarf sich wegen der Finanzen mit dem Label und nahm seinen Abschied. Für ihn kam als Schlagzeuger Ged Lynch von Leveridges ehemaliger Band Ruthless Rap Assassins. Und in den USA wurde ihnen zunächst für mehrere Monate die Einreise verweigert, weil gegen Bandmitglieder Verurteilungen wegen Drogendelikten vorlagen.
Doch bereits im Mai 1996 veröffentlichten sie die nächste Single Fat Neck, die auf Platz 10 in die Charts einstieg. An dem Lied wirkte auch Johnny Marr von den Smiths als Gitarrist mit. Eine weitere Kollaboration war der Song England’s Irie, an dem Joe Strummer und Keith Allen mitwirkten. Das Lied war als Fußballsong ein Beitrag zur Fußball-Europameisterschaft 1996 und erreichte Platz 6 der Charts, die beste Singleplatzierung der Band.
Danach verging noch mehr als ein Jahr, bis das zweite Album Stupid Stupid Stupid fertiggestellt war. Es erschien Ende 1997, erreichte immerhin noch Platz 11 der Charts und brachte eine Goldene Schallplatte. Doch in der folgenden Tour traten die Differenzen wieder zutage. Shaun Ryder überwarf sich mit Rapper Leveridge und warf ihn aus der Band. Wenig später löste er Black Grape ganz auf.
Der Sänger machte danach solo bzw. mit anderen Projekten weiter. Dazu gehörten auch wiederholt Reunion-Auftritte mit den Happy Mondays. Mit Leveridge und Saber trat er 2010 auch als Black Grape ein weiteres Mal auf, aber erst anlässlich des 20-jährigen Jubiläums von It’s Great When You’re Straight … Yeah kam es zu einer ernsthaften Wiedervereinigung. Von der alten Hauptbesetzung der 1990er blieben allerdings letztlich nur Ryder und Leveridge übrig. Ihre erste gemeinsame neue Aufnahme war 2016 der Song We Are England mit den Produzenten Goldie und Paul Oakenfold. Es war ein weiterer Fußballsong, diesmal zur EM in Frankreich. Danach machten sie sich auch an ein weiteres Album. Pop Voodoo erschien im Sommer 2017 und brachte sie immerhin noch einmal auf Platz 15 der UK-Charts, allerdings blieb es ein kurzlebiger Erfolg.

## Mitglieder
Wichtige Mitglieder in den 1990er Jahren:
- Shaun William Ryder, Sänger
- Paul Everton „Kermit“ Leveridge, Rapper
- Paul „Wags“ Wagstaff, Gitarre
- Daniel Saber, Bass
- Mark „Bez“ Berry, Schlagzeug

## Diskografie

### Alben
| Jahr | Titel                                  | Höchstplatzierung, Gesamtwochen, AuszeichnungChartsChartplatzierungen (Jahr, Titel, Platzierungen, Wochen, Auszeichnungen, Anmerkungen) | Anmerkungen                             |
| Jahr | Titel                                  | UK | Anmerkungen                             |
| ---- | -------------------------------------- | --- | --------------------------------------- |
| 1995 | It’s Great When You’re Straight … Yeah | UK1 Platin · (48 Wo.)UK | Erstveröffentlichung: 7. August 1995    |
| 1997 | Stupid Stupid Stupid                   | UK11 Gold · (10 Wo.)UK | Erstveröffentlichung: 10. November 1997 |
| 2017 | Pop Voodoo                             | UK15 (1 Wo.)UK | Erstveröffentlichung: 4. August 2017    |
| 2024 | Orange Head                            | UK78 (1 Wo.)UK | Erstveröffentlichung: 19. Januar 2024   |

### Singles
| Jahr | Titel Album                                                      | Höchstplatzierung, Gesamtwochen, AuszeichnungChartsChartplatzierungen (Jahr, Titel, Album, Platzierungen, Wochen, Auszeichnungen, Anmerkungen) | Anmerkungen                          |
| Jahr | Titel Album                                                      | UK | Anmerkungen                          |
| ---- | ---------------------------------------------------------------- | --- | ------------------------------------ |
| 1995 | Reverend Black Grape It’s Great When You’re Straight … Yeah      | UK9 (9 Wo.)UK |                                      |
| 1995 | In the Name of the Father It’s Great When You’re Straight … Yeah | UK8 (4 Wo.)UK |                                      |
| 1995 | Kelly’s Heroes It’s Great When You’re Straight … Yeah            | UK17 (6 Wo.)UK |                                      |
| 1996 | Fat Neck                                                         | UK10 (7 Wo.)UK |                                      |
| 1996 | England’s Irie                                                   | UK6 (7 Wo.)UK | featuring Joe Strummer & Keith Allen |
| 1997 | Get Higher Stupid Stupid Stupid                                  | UK24 (5 Wo.)UK |                                      |
| 1998 | Marbles Stupid Stupid Stupid                                     | UK46 (2 Wo.)UK |                                      |

Weitere Singles
- Nine Lives (2017)
- I Wanna Be Like You (2017)
- Everything You Know Is Wrong (2017)